# Ernest Fenollosa

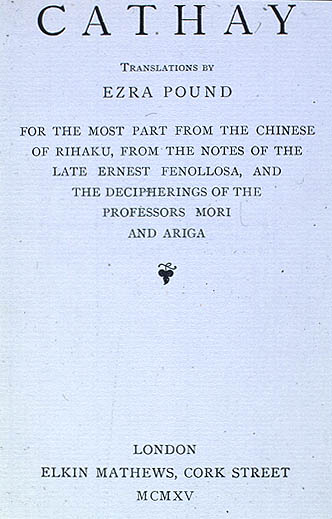
Page titre de Cathay, poème d'Ezra Pound, 1915, basé sur des traductions de Fenollosa.

Ernest Fenollosa, né le 18 février 1853 à Salem dans le Massachusetts et décédé le 21 septembre 1908 à Londres, est un universitaire, orientaliste, philosophe et japonologue américain qui fut conseiller étranger au Japon pendant l'ère Meiji. Professeur de philosophie et d'économie politique à l'université impériale de Tokyo, Fenollosa fit beaucoup pour préserver l'art japonais traditionnel.

## Biographie
Fenollosa est le fils d'un pianiste espagnol, Manuel Francisco Ciriaco Fenollosa (né à Málaga en 1818), et de sa femme Mary Silsbee (Fenollosa), membre d'une famille éminente de Boston. Il est éduqué à la Hacker Grammar School à Salem dans le Massachusetts, puis dans le lycée de la ville, et enfin il étudie la philosophie et la sociologie au Harvard College, où il sort diplômé en 1874. Après un an à l'école d'art du musée des Beaux-Arts à Boston, où il se marie avec Elizabeth Goodhue Millett (1853-1920), il se rend au Japon en 1878 sur invitation du zoologiste et orientaliste américain Edward Sylvester Morse pour enseigner l'économie politique et la philosophie à l'université impériale de Tokyo. Il en profite pour étudier le patrimoine historique de ce pays, les anciens temples, sanctuaires et les œuvres d'art avec son assistant Okakura Kakuzō. Dès son arrivée au Japon en 1878, il est initié par le peintre Kanō Eitoku à « l'étude de la peinture ancienne et aux méthodes de l'expertise ».
Durant son séjour au Japon, Fenollosa participe à la création d'un style de la peinture japonaise appelé nihonga avec les peintres Kanō Hōgai (1828-1888) et Hashimoto Gahō (1835-1908). En mai 1882, il fait une conférence intitulée « Une explication de la vérité de l'art » qui circule largement et est citée à de nombreuses reprises par la suite.
Un de ses élèves à l'université fut le fondateur du judo, Jigorō Kanō.
Après huit ans passés à l'université, il aide à fonder l'université des Arts de Tokyo et le musée impérial de Tokyo dont il devient le directeur en 1888. Durant cette période, il aide à réaliser le texte de loi sur la préservation des temples, sanctuaires et œuvres d'art.
Fenollosa se convertit ensuite au bouddhisme et reçoit le nom de Teishin. Il prend aussi le nom de Kano Eitan Masanobu, le plaçant ainsi dans la lignée de l'école Kanō, institution d'où sont issus les peintres des shoguns Tokugawa. Fenollosa réalise le premier inventaire des trésors nationaux du Japon menant à la découverte d'anciens rouleaux chinois rapportés du continent par des moines itinérants et sauve de la destruction de nombreuses œuvres bouddhistes (à cause du mouvement Haibutsu kishaku). Il semble aussi qu'à cette occasion, le Gouvernement lui accorde une autorisation spéciale pour analyser la statue de Shotoku Taishi en Guze Kannon du temple Hōryū-ji, le plus sacré et le plus mystérieux des Hibutsu (bouddha cachés) du Japon, que les moines avaient conservés caché pendant un millier d'années. Pour ses actes méritoires, l'empereur Meiji le décore de l'ordre du Soleil levant et de l'ordre du Trésor sacré.
Fenollosa accumule beaucoup d'œuvres d'art japonaises pendant son séjour au Japon. En 1886, il vend sa collection au médecin américain Charles Goddard Weld (en) (1857–1911) à la condition qu'elle aille au musée des Beaux-Arts de Boston, et en 1890 il retourne à Boston pour devenir conservateur du département des arts orientaux. Fenollosa réussit à faire en sort que l'art japonais soit exposé à l'exposition universelle de 1893 de Chicago. Il organise aussi la première exposition de peinture chinoise à Boston en 1894. En 1896, il publie Masters of Ukioye, un compte-rendu historique sur les peintures et estampes japonaises exposées au New York Fine Arts Building. Néanmoins, son divorce public et son remariage immédiat en 1895 avec l'écrivain Mary McNeill Scott (1865–1954) scandalisent la société de Boston menant à sa démission du musée en 1896.
Il retourne au Japon en 1897 pour accepter un poste de professeur de littérature anglaise à l'école normale de Tokyo. Lafcadio Hearn est ami avec Fenollosa et vient même un peu trop souvent au domicile du professeur.
En 1900, il retourne aux États-Unis pour donner des conférences sur l'Asie. Son ouvrage en deux volumes sur l'art avant 1800 propose des estampes de Hokusai mais l'art japonais est devenu trop moderne pour le goûts de Fenollosa : « Hokusai est un grand dessinateur, comme Kipling et Whitman sont des grands poètes. Il est considéré comme le Dickens du Japon ».
Après sa mort à Londres en 1908, les notes non publiées de Fenollosa sur la poésie chinoise et le théâtre japonais nō sont confiées par sa veuve au poète Ezra Pound qui, avec William Butler Yeats, les utilise pour renforcer l’intérêt grandissant de l'Extrême-Orient chez les écrivains modernistes. Pound termine ensuite les travaux de Fenollosa avec l'aide d'Arthur Waley, un fameux sinologue britannique.
Le corps de Fenollosa est incinéré à Londres, et ses restes sont retournés au temple Mii-dera (où il s'est converti au Bouddhisme) pour être enterrés. Sa pierre tombale est financée par l'université des Arts de Tokyo.

## Lectures annexes
- Ezra Pound, Cathay, 1915.

## Source de la traduction
- (en) Cet article est partiellement ou en totalité issu de l’article de Wikipédia en anglais intitulé « Ernest Fenollosa » (voir la liste des auteurs).